# 格利澤2066
格利泽2066是一顆位於長蛇座附近的紅矮星，距離地球約29.1光年。